# Ванчо Георгиев
Ванчо Георгиев (на македонска литературна норма: Ванчо Ѓорѓиев) е историк от Северна Македония, професор от Скопския университет.

## Биография
Ванчо Георгиев е роден на 19 април 1964 година в струмишкото село Ново Конярево, разположено до граничния пункт Златарево - Ново село, днес в Северна Македония. Завършва гимназия в Радовиш, а през 1989 година се дипломира в Института по история към Философския факултет на Скопския университет. През 1992 година е назначен за асистент в Института за национална история, през 1995 година завършва магистратура, а през 2002 година защитава докторска дисертация и е назначен за доцент във Философския факултет в Скопие. Научната му дейност е свързана с революционното движение в Македония от краят на XIX и началото на XX век, автор е на редица научни трудове по темата.

### Критики и противоречия
Член е на Съвместната мултидисциплинарна комисия между България и Северна Македония от създаването й през 2018 година. На 22 октомври 2021 година подава оставка поради твърдяно от него упражняване на политически натиск върху дейността му. На 10 септември 2024 година е назначен от правителството на Християн Мицкоски за председател на Комисията на мястото на Драги Георгиев, който е освободен, поради недостатъчна защита на северномакедонските национални интереси. Показателен за македонистките му възгледи е случаят с първия устав на ВМОРО. През 1997 г. Георгиев потвърждава както автентичността, така и датировката му от 1894 година. През 2013 година той публикува устава и правилника на Българските македоно-одрински революционни комитети (БМОРК), преведени на македонската езикова норма. През 2021 г. той отхвърли всичко това, твърдейки че уж няма открит нито един автентичен документ, който да съдържа името на БМОРК. Георгиев твърди също, че Гоце Делчев не се е идентифицирал като българин. Той отхвърля като "обща история" между българи и македонци периода от средата на 19 век до края на Първата световна война, въпреки че идентичностите на двата днешни народа тогава са силно преплетени.